# Chalkapur, Bhalki
Chalkapur là một làng thuộc tehsil Bhalki, huyện Bidar, bang Karnataka, Ấn Độ.